# Leptoteratura
Leptoteratura is een geslacht van rechtvleugeligen uit de familie sabelsprinkhanen (Tettigoniidae). De wetenschappelijke naam van dit geslacht is voor het eerst geldig gepubliceerd in 1982 door Yamasaki.

## Soorten
Het geslacht Leptoteratura omvat de volgende soorten:
- Leptoteratura capreola Redtenbacher, 1891
- Leptoteratura cemande Gorochov, 2008
- Leptoteratura gialai Gorochov, 2008
- Leptoteratura martynovi Gorochov, 1998
- Leptoteratura raoani Gorochov, 2008
- Leptoteratura triura Liu, 1997
- Leptoteratura uniformis Gorochov, 2008